# Oratorio della Madonna della Pace ai Cerri Alti
L’oratorio della Madonna della Pace, noto anche come chiesina o cappella dei Cerri Alti, è un edificio religioso situato all'estremità sud-orientale del comune di Grosseto, in località Cerri Alti.

## Posizione
La cappella è situata lungo la strada che conduce a Maiano Lavacchio, nel comune di Magliano in Toscana, e si tratta dell'unica chiesa situata nel comune di Grosseto che non appartiene alla diocesi di Grosseto: essendo ubicata nel territorio parrocchiale della chiesa di Sant'Isidoro a Preselle (comune di Scansano), l'edificio religioso appartiene alla diocesi di Pitigliano-Sovana-Orbetello.

## Storia
L'edificio religioso, di origini incerte, sorse come cappella rurale e come luogo di preghiera per i pastori che portavano i loro greggi al pascolo e per i viaggiatori che vi transitavano. La chiesa ha sicuramente subito rifacimenti tra la fine del XIX e gli inizi del XX secolo, come dimostrano i differenti stili architettonici che caratterizzano il luogo di culto. L'edificio è stato ricostruito completamente nel 1929, nella forma che ha ancora oggi. Un restauro recente ha riportato l'oratorio agli antichi splendori, dopo che per lungo tempo versava in condizioni non buone.

## Descrizione
L'oratorio della Madonna della Pace si presenta come un edificio religioso ad aula unica, con strutture murarie interamente rivestite in intonaco.
La facciata principale è preceduta da un portico con tetto a capanna che poggia su quattro colonne angolari a sezione quadrata, che copre il portale d'ingresso architravato che si apre al centro della facciata. Al centro della parte superiore si apre un rosone di forma circolare, sopra il quale il tetto di copertura presenta un coronamento sommitale, sopraelevato rispetto alle parti laterali, che culmina con una croce apicale.
Su ciascuna delle pareti dei fianchi laterali e su quella posteriore si apre una monofora a sesto acuto che, al pari del portico d'ingresso, è frutto degli interventi di ristrutturazione dell'inizio del XX secolo.